# Stoned (MS-DOS)
Stoned è un virus sul campo del settore d'avvio (boot virus) creato nel 1987 e scoperto a Wellington, Nuova Zelanda e presto diffuso anche in Australia.
È noto per essere uno dei primi virus del settore di avvio.
Quando un computer infetto si avvia, c'è una probabilità su otto di mostrare la frase: "Your PC is now Stoned!" (lett. "Il tuo PC è ora fumato!"). La frase si trova nei floppy disk infetti con la frase "Legalise Marijuana" (lett. "Legalizzate la marijuana").

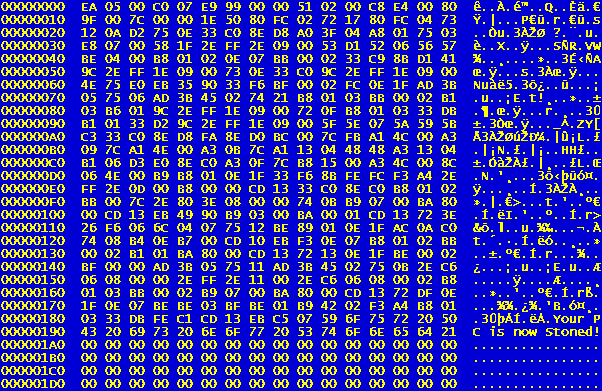
Codice esadecimale

## Versione originale
La versione originale del virus con la frase "Your computer is now Stoned", "Legalise Marijuana" dovrebbe essere stata scritta da uno studente dell'università di Wellington, Nuova Zelanda, nel 1988.

## Varianti
Dal codice originale furono derivate numerose varianti. Azusa sembra scritta da qualcuno con un'esperienza di gestione dei soli floppy drives IBM PC da 360 KB perché copiava il settore di boot in una posizione che sui dischi da 360 KB era l'ultimo settore del disco ma con unità più capienti ricadeva nel mezzo dello spazio di archiviazione (dischi da 720 KB) oppure direttamente sull'elenco dei file del disco (come nel caso dei dischi rigidi).
Alcune tra le più famose sono la Michelangelo (1991), che deve il suo nome al fatto che cancellava i dati del 6 marzo, data di nascita dell'omonimo artista, e Angelina, del 1995. Quest'ultimo fu trovato per la prima volta preinstallato nei dischi rigidi Seagate Technology modello 5850 (850 MB) ancora sigillati. In seguito è ricomparso nel 2007 preinstallato su diversi modelli di computer portatili prodotti da Medion e venduti in Germania e Danimarca: i computer avevano il software Bullguard Antivirus preinstallato, che rilevò l'infezione ma non fu capace di eliminare il virus.
L'elenco che segue riporta le varianti riconducibili a Stoned.
- Beijing,Bloody!
- Swedish Disaster
- Manitoba
- NoInt/Bloomington/Stoned III
- Flame/Stamford
- Angelina
- Zapper
- Sanded
- June 4.a
- Sex Revolution 1.1 and 2
- Rostov
- Stoned-8
- Stoned-16
- Stoned.16.a
- Damien
- Bravo
- Laodung
- Azusa.a
- Bunny.a
- Dani ela
- Dinamo Empire.INT.10.b
- Standard.a
- Lzr
- Empire.Monkey.a
- Empire.Monkey.b
- Kiev
- NOP
- Manitoba
- W-Boot
- Michelangelo.a
- No INT.a
- Teraz
- b, c, d, e
- Sonus
- Nulls
- Donald
- Flushed
- In love
- Stoned-floppy
- Mexican
- WD1 a WD7.